# 笹目
笹目（ささめ）は、埼玉県戸田市の町名。現行行政地名は笹目一丁目から八丁目。住居表示未実施地区。郵便番号は335-0034（蕨郵便局管区）。

## 地理
戸田市南西部の沖積平野に位置する。西部区画整理事業によって整備され、誕生した町名で、旧笹目村の南部に位置することから命名された（下に対応する上笹目は存在しないため）。同区画整理地区北部の地名は美女木となっている。

### 河川
- 荒川左岸排水路

## 歴史

### 沿革
- 1956年（昭和31年）4月13日 - 笹目・美女木地区で西部土地区画整理事業の都市計画決定[5]。
- 1965年（昭和40年） - 西部土地区画整理事業が施工開始[5]。
- 1976年（昭和51年）4月1日 - 大字下笹目の一部から笹目六丁目が成立[6][7]。
- 1983年（昭和58年）11月30日 - 戸田市大字惣右衛門と下笹目と新曽と美女木の各一部から笹目一丁目〜五、七・八丁目が成立[8]。下笹目の一部は同日美女木となっている。なお大字惣右衛門（かつての惣右衛門村）は1987年（昭和62年）4月22日に笹目北町[8]や美女木東[8]の成立に伴い消滅している。現在の笹目1・2丁目がかつての惣右衛門のエリアに相当する[注釈 1]。

## 世帯数と人口
2017年（平成29年）10月1日現在の世帯数と人口は以下の通りである。
| 丁目       | 世帯数    | 人口     |
| ---------- | --------- | -------- |
| 笹目一丁目 | 1,350世帯 | 2,934人  |
| 笹目二丁目 | 806世帯   | 1,851人  |
| 笹目三丁目 | 615世帯   | 1,370人  |
| 笹目四丁目 | 1,142世帯 | 2,644人  |
| 笹目五丁目 | 1,073世帯 | 2,405人  |
| 笹目六丁目 | 689世帯   | 1,503人  |
| 笹目七丁目 | 466世帯   | 1,043人  |
| 笹目八丁目 | 303世帯   | 609人    |
| 計         | 6,444世帯 | 14,359人 |

## 小・中学校の学区
市立小・中学校に通う場合、学区は以下の通りとなる。
| 丁目       | 番地 | 小学校               | 中学校             |
| ---------- | ---- | -------------------- | ------------------ |
| 笹目一丁目 | 全域 | 戸田市立笹目東小学校 | 戸田市立笹目中学校 |
| 笹目二丁目 | 全域 | 戸田市立笹目東小学校 | 戸田市立笹目中学校 |
| 笹目三丁目 | 全域 | 戸田市立笹目東小学校 | 戸田市立笹目中学校 |
| 笹目四丁目 | 全域 | 戸田市立笹目東小学校 | 戸田市立笹目中学校 |
| 笹目五丁目 | 全域 | 戸田市立笹目小学校   | 戸田市立美笹中学校 |
| 笹目六丁目 | 全域 | 戸田市立笹目小学校   | 戸田市立美笹中学校 |
| 笹目七丁目 | 全域 | 戸田市立笹目小学校   | 戸田市立美笹中学校 |
| 笹目八丁目 | 全域 | 戸田市立笹目小学校   | 戸田市立美笹中学校 |

## 交通
地区内に鉄道は敷設されていない。JR埼京線戸田駅か、JR埼京線北戸田駅が最寄り駅となっている。

### 道路
- 首都高速埼玉大宮線
  - 戸田出入口
- 新大宮バイパス
- 北大通り
- 西電話局通り

## 地域

### 寺社・史跡
- 谷口稲荷神社（1丁目）
- 真福寺（1丁目）
- 宝蔵院（3丁目）
- 東光山慈眼寺（5丁目）
- 平等寺（6丁目）
- 笹目神社（6丁目）
- 梅木稲荷（6丁目）

### 公園・緑地
- 谷口公園（1丁目）
- 惣右衛門公園（1丁目） - 近隣公園
- 第一号市民緑地（1丁目）
- 笹目一丁目児童遊園地（1丁目）
- 根木橋公園（2丁目）
- 圃中公園（3丁目）
- 柳坪公園（4丁目）
- 山宮公園（4丁目）
- 山宮北公園（4丁目）
- 天王公園（5丁目）
- 野竹公園（6丁目）
- 下町公園（6丁目）
- 笹目公園（7丁目） - 近隣公園
- 夏浜公園（7丁目）
- 早瀬公園（8丁目）

### 施設
1丁目
- 戸田市立笹目東保育園
- 太陽の子とだ笹目学童保育室
- 笹目1丁目会館

2丁目
- 戸田市西部浄水場
- 戸田市立笹目川保育園
- 戸田市立児童センター
- 戸田笹目郵便局
- 笹目2丁目会館

3丁目
- 戸田市立笹目東小学校
- 蕨警察署笹目交番
- 戸田市農協本部

4丁目
- 戸田市立笹目中学校
- 笹目4丁目会館

5丁目
- 荒川水循環センター
- 戸田市消防署西部分署
- 笹目5丁目会館

6丁目
- 戸田市立笹目小学校
- ささめ幼稚園
- ささめ保育園
- 笹目6丁目会館

7丁目
7丁目は公園が2か所あるほかは、民間の物流施設や商業施設などがあるのみである。
8丁目
- 早瀬公民館